# Березанська міська територіальна громада
Березанська міська територіальна громада — територіальна громада в Україні, у Броварському районі Київської області. Адміністративний центр — місто Березань.
Утворена 12 червня 2020 року шляхом об'єднання Березанської міської ради обласного значення та Лехнівської, Недрянської, Пилипчанської, Садівської, Яблунівської, Ярешківської сільських рад Баришівського району.

## Населені пункти
У складі громади 1 місто (Березань) і 9 сіл:
- Григорівка
- Дубове
- Лехнівка
- Недра
- Пилипче
- Садове
- Хмельовик
- Яблуневе
- Ярешки

## Старостинські округи
- Лехнівський
- Недрянський
- Пилипчанський
- Садівський
- Яблунівський
- Ярешківський